# Jig'al Na'or
Jig'al Na'or (hebrejsky: יגאל נאור; narozen 25. června 1958) je izraelský herec. Narodil se v izraelském městě Giv'atajim do rodiny iráckých Židů. Objevil se například v amerických filmech Mnichov, Zelená zóna či Odvlečen. Ve čtyřdílném televizním dokumentárním dramatu Saddám: Vzestup a pád z roku 2008 ztvárnil diktátora Saddáma Husajna. V roce 1996 vyhrál cenu Izraelské filmové akademie za film Svatá Klára, v kategorii nejlepší herec ve vedlejší roli.

## Filmografie
- Svědek války (1987)
- Svatá Klára (1996)
- Dobrý den, pane Shlomi (2003)
- Miss Entebbe (2003)
- Mnichov (2005)
- Odvlečen (2007)
- Djihad! (2007)
- Saddám: Vzestup a pád (2008)
- Occupation (2009)
- Zelená zóna (2010)
- The Infidel (2010)